# 데스민 보르게스

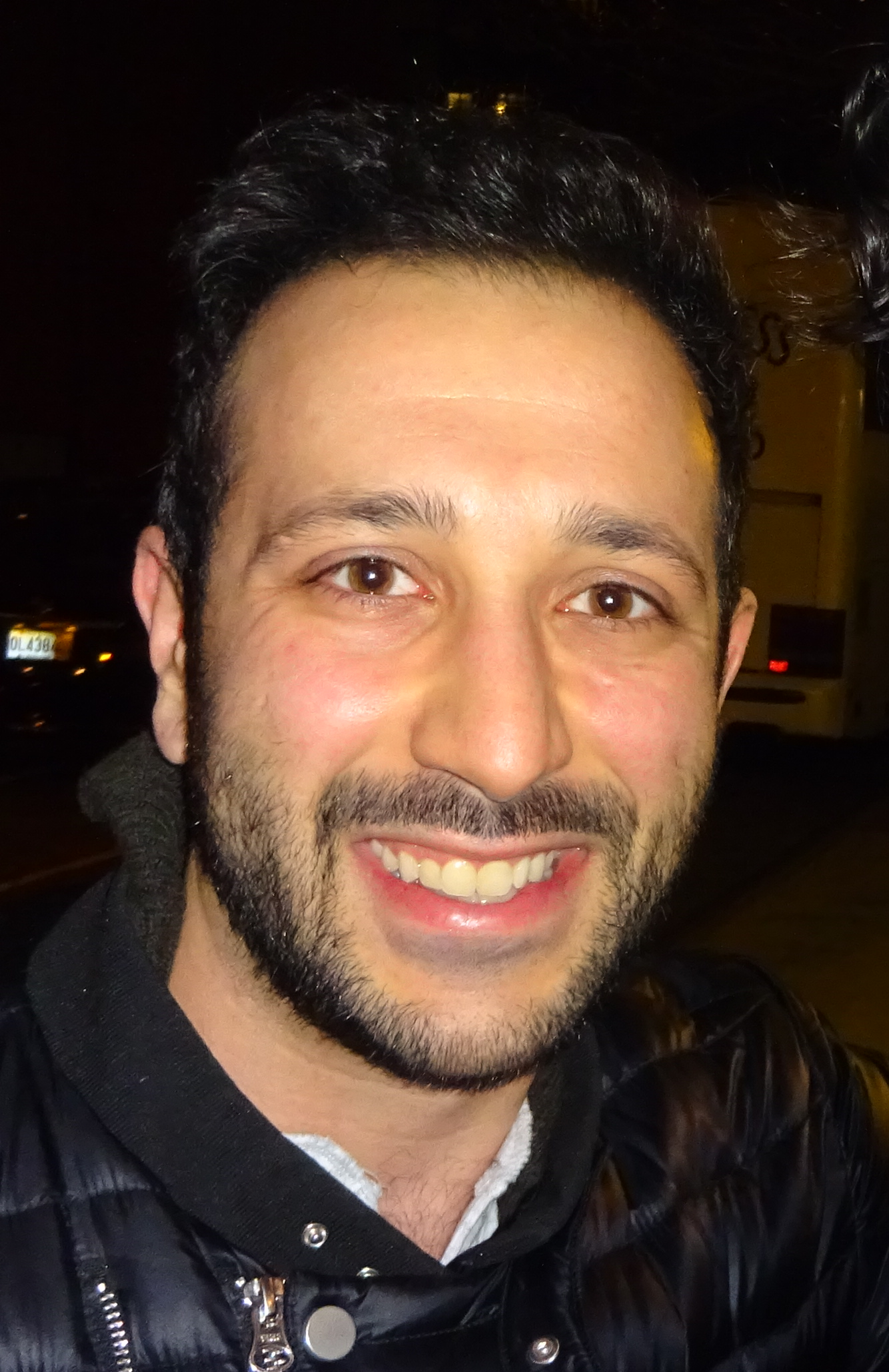

데즈민 보헤스(Desmin Borges, 영어 발음: /ˈbɔːrhɛs/, 1983년 혹은 1984년 ~ )는 미국의 배우이다.
시카고에서 태어났다.

## 출연 작품

### 영화
- Cherry (2010)
- 파퍼씨네 펭귄들 (2011)
- 타워 하이스트 (2011) - 모델의 운동화 판매원 역
- 컴플라이언스 (2012)
- All Is Bright (2013)
- 살인마 잭의 집 (2013)
- The Mend (2014)
- Gabriel (2014)
- Carrie Pilby (2016)
- 네버 히어 (2017, Never Here)
- 프라이빗 라이프 (2018)
- 샷건 웨딩 (2022) - 리키 실버 역

### 텔레비전
- 로앤오더: 성범죄 전담반 (2011)
- 시간 여행자의 아내 (2022)